# Stephen Halliwell

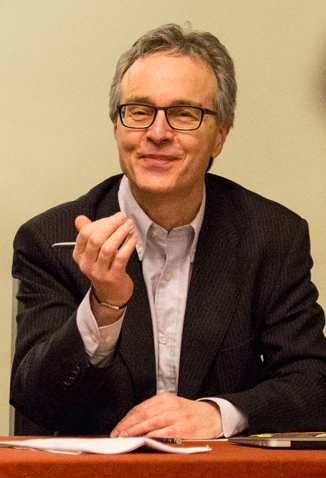
Stephen Halliwell, 2015

Stephen Halliwell (* 18. Oktober 1953 in Wigan, Lancashire) ist ein britischer Klassischer Philologe (Gräzist).

## Leben
Stephen Halliwell studierte Classics (Literae humaniores) in Oxford und wurde mit einer Dissertation zu Aristophanes bei Kenneth Dover promoviert. Anschließend lehrte Halliwell an den Universitäten von Oxford, London, Cambridge (dort war er Fellow des Corpus Christi College) und Birmingham, bevor er 1995 an die St. Andrews University wechselte.
Sechs Gastprofessuren führten ihn an die Universität Chicago (1990), die University of California at Riverside, die Universität von Rom (1998), die McMaster University (2009), die Université Catholique de Louvain (2010) und die Cornell University. Er hat an die 200 Vorträge in 17 Ländern auf Einladung gehalten und seine Arbeiten wurden in sieben Sprachen übersetzt. Seit 2014 ist er Mitglied der British Academy.

## Forschungsschwerpunkte
Halliwells Forschungsschwerpunkte  liegen auf der griechischen Literatur, insbesondere der griechischen Komödie und Tragödie, auf der philosophischen Poetik und Ästhetik (Aristoteles, Poetik; Platon, Politeia; Pseudo-Longinus, Über das Erhabene) und auf der Rezeption griechischer Texte und Ideen in der europäischen Kultur, insbesondere der Rezeption der Griechen bei Nietzsche. Darüber hinaus hat er zahlreiche Übersetzungen vorgelegt (Aristoteles’ Poetik sogar zweimal; Platon, Politeia Buch 5 und 10; eine Reihe von Komödien des Aristophanes, darunter mehrere Versübersetzungen).

## Schriften (Auswahl)
Monographien
- Between Ecstasy and Truth: Interpretations of Greek Poetics from Homer to Longinus. Oxford University Press 2011. – Rezension von Casper C. de Jonge, Bryn Mawr Classical Review 2013.07.20; Anna Uhlig, sehepunkte 13 (2013), Nr. 5 [15. Mai 2013], (online)
- Greek Laughter: A Study of Cultural Psychology from Homer to Early Christianity. Cambridge University Press, Cambridge/New York 2008, ISBN 978-0-521-71774-8. – Rezension von Catherine Conybeare, Bryn Mawr Classical Review 2009.09.69; Pierre Destrée, Philosophy in Review 30, 2010, Nr. 4, 269–271, (online).
- The Aesthetics of Mimesis: Ancient Texts and Modern Problems. Princeton University Press 2002. – Rezension von Andrew Ford, Bryn Mawr Classical Review 2003.07.27
  - Italienische Übersetzung: L’Estetica della Mimesis: testi antichi e problemi moderni. Aesthetica Edizioni, Palermo 2009.
- Aristotle’s Poetics. Duckworth, London 1986, Nachdruck mit neuer Einleitung: University of Chicago Press, Chicago 1998, Inhaltsverzeichnis

Herausgeberschaft
- mit Alan Sommerstein, Jeffrey Henderson und Bernhard Zimmermann (Hrsg.): Tragedy, Comedy and the Polis. Papers from the Greek Drama Conference, Nottingham, 18–20 July 1990. Levante Editori, Bari 1993.

Texte, Kommentare, Übersetzungen
- Pseudo-Longinus, On the Sublime. Oxford/New York, Oxford University Press 2022 (Textkritische Edition mit Übersetzung und Kommentar). – Rezension von Casper C. de Jonge, Bryn Mawr Classical Review 2023.10.11
- Aristotle, Poetics (with Longinus, On the Sublime and Demetrius, On Style) (= Loeb Classical Library, L 199). Harvard UP, Cambridge, Mass. 1995 (Zweisprachige Ausgabe).
- Plato, Republic 5. With an Introduction, Translation and Commentary. Aris and Phillips, London 1993 (Zweisprachige Ausgabe).
- Plato, Republic 10. With an Introduction, Translation and Commentary. Aris and Phillips, London 1988 (Zweisprachige Ausgabe).
- The Poetics of Aristotle. Translation and Commentary. Duckworth, London 1987.